# Corispermum krylovii
Corispermum krylovii är en amarantväxtart som beskrevs av Modest Mikhaĭlovich Iljin. Corispermum krylovii ingår i släktet lusfrön, och familjen amarantväxter. Inga underarter finns listade i Catalogue of Life.